# Образ Фендала
Образ Фендала (англ. Image of the Fendahl) — третья серия пятнадцатого сезона британского научно-фантастического телесериала «Доктор Кто», состоящая из четырёх эпизодов, которые были показаны в период с 29 октября по 19 ноября 1977 года.

## Сюжет
В аббатстве возле деревни Фетчборо четверо ученых, Адам Колби, Макс Стаел, Теа Рэнсом и доктор Фендельман, проводят эксперименты над человеческим черепом, найденным в Кении, которому, кажется, двенадцать миллионов лет. Когда Фендельман начинает его временное сканирование, чтобы получить образ его владельца, находка начинает реагировать, нацелившись на Теа и выпустив что-то в окрестности аббатства. Это мгновенно дезинтегрирует проходящего мимо путешественника.
Сканирование притягивает ТАРДИС к деревне. Доктор и Лила идут на поиски источника, пока тот не уничтожил планету. Они разделяются, и Лила находит дом Марты Тайлер, местной ведьмы с паранормальными способностями, а Доктор чуть не погибает от рук существа, созданного черепом, которое затем убивает начальника охраны, которую поставил Фендельман после гибели путешественника для удерживания всех в аббатстве.
Марта встречает существо, но выживает, а из шока её выводит Доктор, к тому моменту догадавшийся, что это существо — фендалин, который был уничтожен после взрыва Пятой планеты. Он проникает в аббатство и находит череп, который пытается его убить. Лила спасает его, и они отправляются на Пятую планету, но обнаруживают, что повелители времени заключили планету во временную петлю, а записи о ней скрыли от всех.
Тем временем Теа постепенно превращается в новое ядро фендала, который питается жизненной энергией. Стаел, лидер местного культа чёрной магии, обнаруживает это, и решает, что с помощью фендала сможет контролировать Землю. Он вместе с последователями ловят Колби, убивают Фендельмана, который с помощью генов был связан с фендалом для того, чтобы найти его, и включают временное сканирование, для питания черепа и завершения трансформации Теа.
Доктор, Лила, Марта и её внук Джек отправляются в аббатство, но обнаруживают уже сформированное ядро, которое превращает членов культа в фендалина. Доктор освобождает Колби и помогает Стаелу застрелиться после убийства одного из фендалинов, которые оказываются уязвимыми для соли, и теперь Ядру фендала до необходимой дюжины частей гештальта не хватает двоих. Доктор перенастраивает сканер, хватает череп и с остальными сбегает из поместья, которое взрывается вместе с ядром и фендалинами. Доктор и Лила отбывают, чтобы сбросить череп в сверхновую, тем самым положив конец расе фендалов.

## Трансляции и отзывы
| Эпизод            | Дата показа     | Продолжительность | Телезрители (в миллионах) |
| ----------------- | --------------- | ----------------- | ------------------------- |
| «Часть 1»         | 29 октября 1977 | 24:38             | 6,7                       |
| «Часть 2»         | 5 ноября 1977   | 24:44             | 7,5                       |
| «Часть 3»         | 12 ноября 1977  | 24:22             | 7,9                       |
| «Часть 4»         | 19 ноября 1977  | 20:32             | 9,1                       |
| [ 1 ] [ 2 ] [ 3 ] |                 |                   |                           |